# Réserve naturelle marine des îles Cyclopes
La réserve naturelle marine des îles Cyclopes est une aire marine située en face du territoire  communal d'Aci Castello, comprise entre la zone de Capo Mulini et la Punta Aguzza, dans la province de Catane.

## Description
Le bord de mer de la réserve fait partie de la plate-forme continentale basaltique originaire du soulèvement des fonds marins et des antiques coulées de lave du volcan Etna.
D'une superficie de 623 hectares, son petit archipel est formé des îles des Cyclopes, nommées Lachea, Faraglione grande et Faraglione medio. Selon la légende, ces trois géants de pierre furent précipités là par la colère de Polyphème, malheureux cyclope rendu aveugle par Ulysse.

### La flore et la faune
La réserve présente une riche flore sous-marine avec plusieurs centaines d'espèces d'algues appartenant aux  Rhodophyta (algue rouge), aux Chlorophyta (algue verte) et aux Phaeophyceae (algue brune) mais aussi des colonies de Posidonia oceanica et la Cymodocea nodosa.
En outre, elle représente l'aire principale de contact entre la faune marine des tyrrhénienne et ionienne ainsi qu'un important moyen de repopulation marin. Tout aussi grande, est aussi sa variété de faune d’invertébrés. La réserve peut être visitée d'Aci Trezza, avec des embarcations à fond transparent. Des plates-formes flottantes avec coques transparentes sont adaptées pour les personnes à mobilité réduite.
La gestion du site est confiée conjointement à l'université de Catane et à la commune d'Aci Castello.

## Les géants de pierre

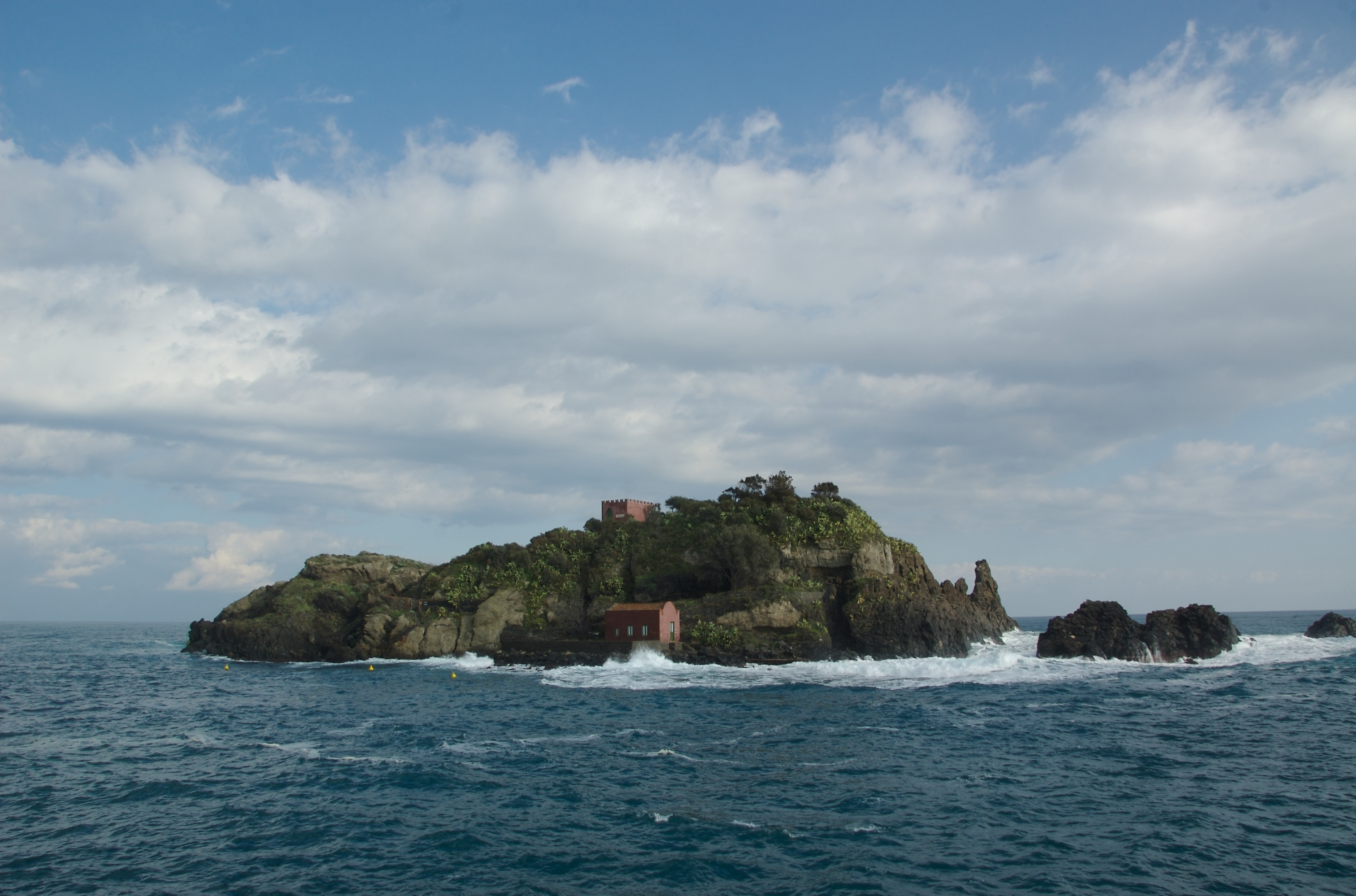
Île Lachea.
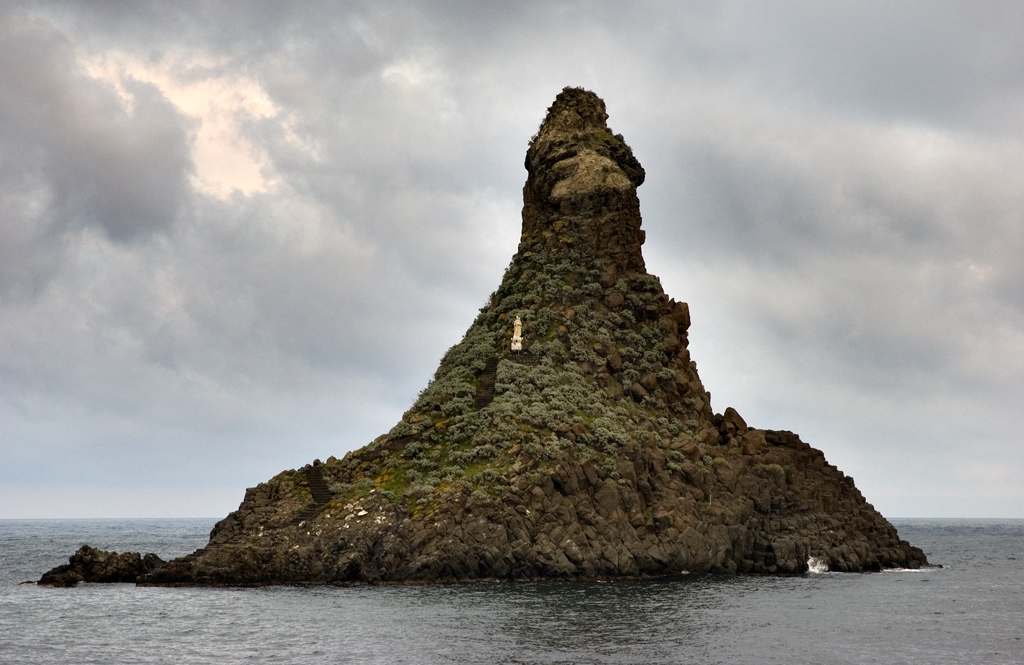
Faraglione grande.
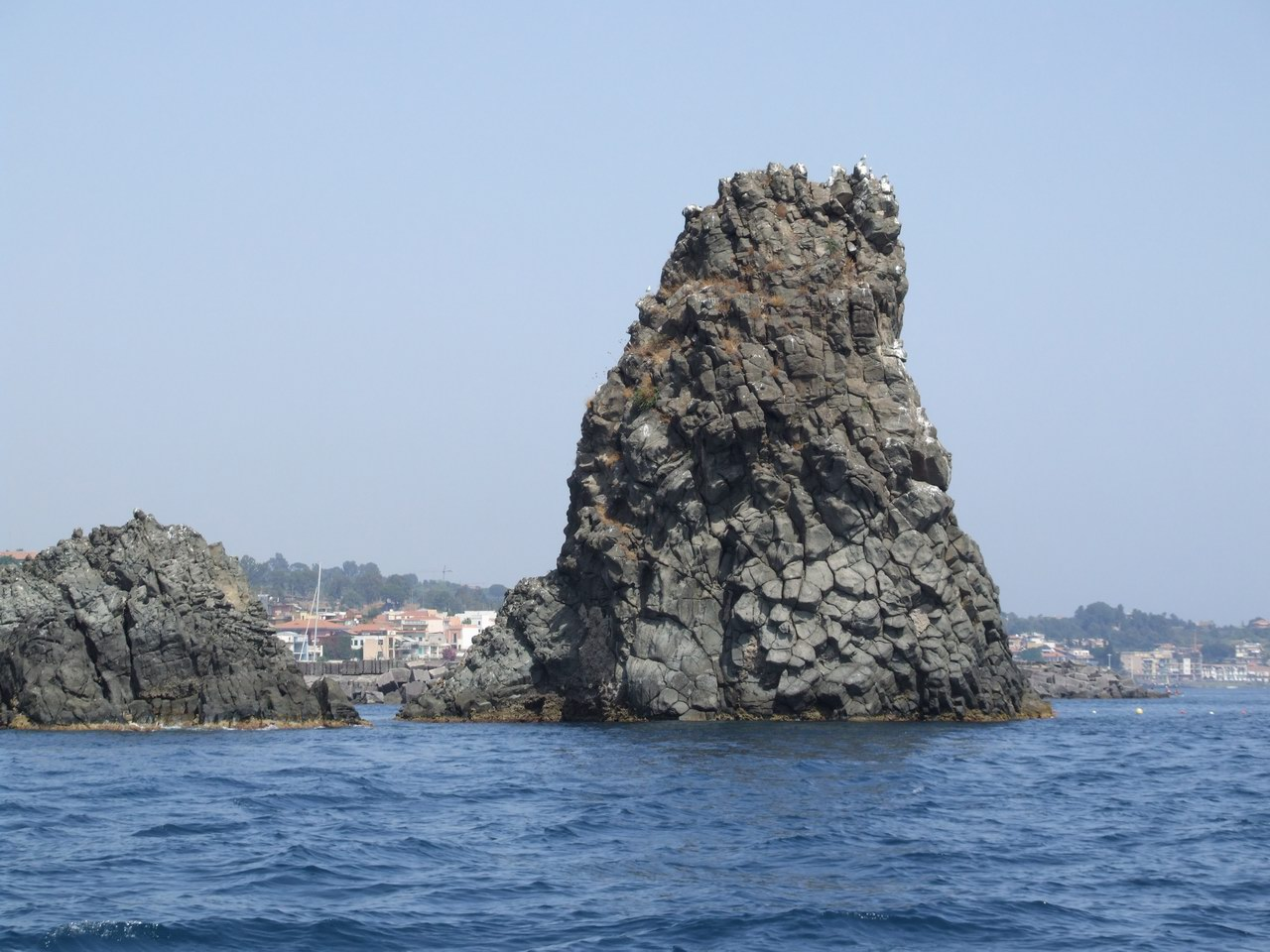
Faraglione medio.

## Annexe

### Lien connexe
- Liste des aires marines protégées en Italie